# Leptogaster cracens
Leptogaster cracens är en tvåvingeart som beskrevs av Martins 1964. Leptogaster cracens ingår i släktet Leptogaster och familjen rovflugor.
Artens utbredningsområde är Madagaskar. Inga underarter finns listade i Catalogue of Life.